# 雅儒街道
雅儒街道，是中华人民共和国广西壮族自治区柳州市柳北区下辖的一个乡镇级行政单位。

## 行政区划
雅儒街道下辖以下地区：
广雅社区、雅莲社区、雅儒社区、怡江社区、金葫社区、富康社区、广跃社区、盛庭苑社区、半岛花园社区和虹雅社区。